# 佐川印刷
佐川印刷株式会社（さがわいんさつ、英: SAGAWA PRINTING CO.,LTD.）は、京都府向日市に本社を置く、日本の印刷会社。

## 概要
元証券マンの木下宗昭が1970年にキノシタ印刷を創業。なお、社名に「佐川」を冠しているがSGホールディングスのグループ企業でもなく、また佐川急便の関連会社でもない。
創業初期に、木下の真摯な営業姿勢を買った佐川急便創業者の佐川清から同社の梱包材や印刷等の諸業務を大量に受注したことが飛躍のきっかけとなり、木下は1976年、佐川に頼み込み佐川急便の出資を受けて佐川印刷と社名変更した。
- 1970年：「キノシタ印刷」（キノシタは創業者苗字に由来）として創業。
- 1976年：佐川印刷株式会社に商号を変更。
- 2000年12月：ISO9001を取得。
- 2003年5月：ISO14001を取得。
- 2011年3月：ジェイティービーよりジェイティービー印刷株式会社を買収。

## 主な取引先
- SGホールディングスグループ
- ソフトバンクグループ
- トラスコ中山、他

## 支店・営業所
| 名称             | 所在地                                             | 電話番号     |
| ---------------- | -------------------------------------------------- | ------------ |
| 本社             | 京都府向日市森本町戌亥5-3                          | 075-933-8081 |
| 札幌支店         | 北海道札幌市白石区平和通16丁目北1番-20号           | 011-864-4081 |
| 秋田支店         | 秋田県秋田市山王3丁目1-7東カンビル3階309           | 018-866-1008 |
| 盛岡支店         | 岩手県盛岡市盛岡駅西通1-16-28                      | 019-629-8151 |
| 仙台支店         | 宮城県仙台市青葉区本町1-11-14 HANIX2 2F            | 022-217-1107 |
| 北関東支店       | 埼玉県さいたま市南区白幡4-12-19                    | 048-836-1020 |
| 急便東京本社営業 | 東京都江東区新砂1丁目8-2 SGHビル新砂Ⅱ 3F           | 03-6834-2111 |
| 東京支店         | 東京都品川区南品川5-2-10 佐川印刷東京ビル          | 03-5715-0800 |
| 東京SRC支店      | 東京都品川区南品川5-2-10 佐川印刷東京ビル          | 03-5715-0830 |
| 横浜支店         | 神奈川県横浜市神奈川区反町2丁目14番地              | 045-329-7300 |
| 新潟支店         | 新潟県新潟市西区山田3019-1 新潟佐川急便5F          | 025-233-1200 |
| 金沢支店         | 石川県金沢市諸江町中丁187番の1                     | 076-224-4333 |
| 浜松支店         | 静岡県浜松市中央区高丘西4丁目7番22号 浜松SRC5F     | 053-436-8700 |
| 名古屋支店       | 愛知県名古屋市西区幅下2丁目18-9 佐川印刷名古屋ビル | 052-589-1050 |
| 小牧SRC支店      | 愛知県小牧市三ツ渕惣作1350 小牧流通センター内11F   | 0568-76-7320 |
| 滋賀支店         | 滋賀県栗東市小柿8丁目1番3号                        | 077-551-2121 |
| 京都支店         | 京都府向日市森本町戌亥5番地の3                     | 075-934-8002 |
| 京滋支店         | 京都府向日市森本町戌亥5番地の3                     | 075-934-8003 |
| 北大阪支店       | 大阪府茨木市豊川5丁目555-1 千里SRC3F               | 072-643-9391 |
| 大阪支店         | 大阪府大阪市西区北堀江2-2-18 佐川印刷大阪ビル2F    | 06-6578-5100 |
| 広島支店         | 広島市西区南観音町9-37                             | 082-295-2131 |
| 岡山出張所       | 岡山市北区東古松1-5-18 パルトネール東古松1F        | 086-221-4889 |
| 高松支店         | 香川県高松市朝日町4-10-22 佐川急便 高松営業所3F    | 087-822-3090 |
| 福岡支店         | 福岡市博多区吉塚3丁目31-59                         | 092-626-7710 |
| 鹿児島出張所     | 鹿児島市下荒田3丁目43番10号 山口ハイツ1F           | 099-255-3326 |

## 関連会社
- エスピータック株式会社
- エスピーメディアテック株式会社

## スポーツ事業
- 佐川印刷野球部（軟式野球。国民体育大会、全日本軟式野球大会出場歴多数）

## 文化事業
2007年に、根付を集めた美術館「清宗根付館」を京都・壬生にオープンした。建物は京都に残る唯一の武家屋敷「旧神先家住宅」（1820年築）を利用したもの。館長は、同社の代表取締役会長で根付のコレクターでもある木下宗昭。

## 資金の不正流用事件
佐川印刷の財務・経理担当の男性取締役が、関連会社であるエスピータックの資金80億 - 90億円を、2007年9月から2014年12月まで不正流用していたことが2015年5月に発覚。取締役会の決議を経ないまま流用していたとされる。
2015年6月にエスピータックは元取締役ら2名を京都地方検察庁へ告訴。元取締役は東南アジアに渡った後連絡が取れなくなっていたがフィリピン当局に身柄を拘束され、その後強制送還され、2016年11月15日に京都地検に電子計算機使用詐欺罪の容疑で元社員と共に逮捕された。2017年11月28日に京都地方裁判所に元社員が電子計算機使用詐欺罪などで懲役6年の実刑判決を言い渡された。また、同社の元役員と、その知人の建設コンサルタント業の男性に対して、2018年4月26日に同地裁は懲役14年の判決を言い渡した。
2015年9月に元取締役ら3名と資金流用先の墓石販売業の会社を相手に5億8,000万円の損害賠償を求めて京都地裁に提訴した。元取締役は第1回口頭弁論に出廷せず、答弁書や準備書面も提出しなかったため、11月10日に他の被告よりも先に判決が出され、エスピータックの請求通りとなる5億8千万円の賠償を命じる判決が確定した。